# Homalium rubrocostatum
Espèce
Statut de conservation UICN

 EN A4c; B1ab(i,ii,iii,iv,v)+2ab(i,ii,iii,iv,v) : En danger
Homalium rubrocostatum est une espèce de plantes à fleurs du genre Homalium de la famille des Salicaceae endémique de Nouvelle-Calédonie.